# Pimenteiras do Oeste
Pimenteiras do Oeste is een gemeente in de Braziliaanse deelstaat Rondônia. De gemeente telt 2.415 inwoners (schatting 2009).

## Aangrenzende gemeenten
De gemeente grenst aan Alto Alegre dos Parecis, Cabixi, Cerejeiras, Chupinguaia, Colorado do Oeste, Corumbiara en Parecis.

### Landsgrens
En met als landsgrens aan de gemeente Baures in de provincie Iténez in het departement Beni en aan de gemeente San Ignacio de Velasco in de provincie José Miguel de Velasco in het departement Santa Cruz met het buurland Bolivia.